# Polygala albida
Polygala albida är en jungfrulinsväxtart. Polygala albida ingår i släktet jungfrulinssläktet, och familjen jungfrulinsväxter.

## Underarter
Arten delas in i följande underarter:
- P. a. albida
- P. a. stanleyana